# Luzula luzuloides
Luzula luzuloides là một loài thực vật có hoa trong họ Juncaceae. Loài này được (Lam.) Dandy & Wilmott mô tả khoa học đầu tiên năm 1938.

## Hình ảnh

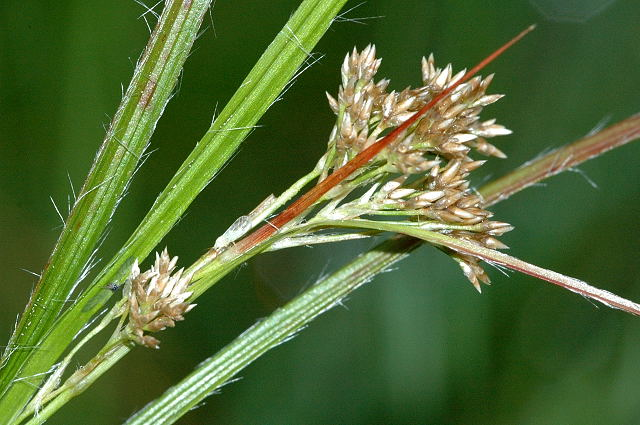
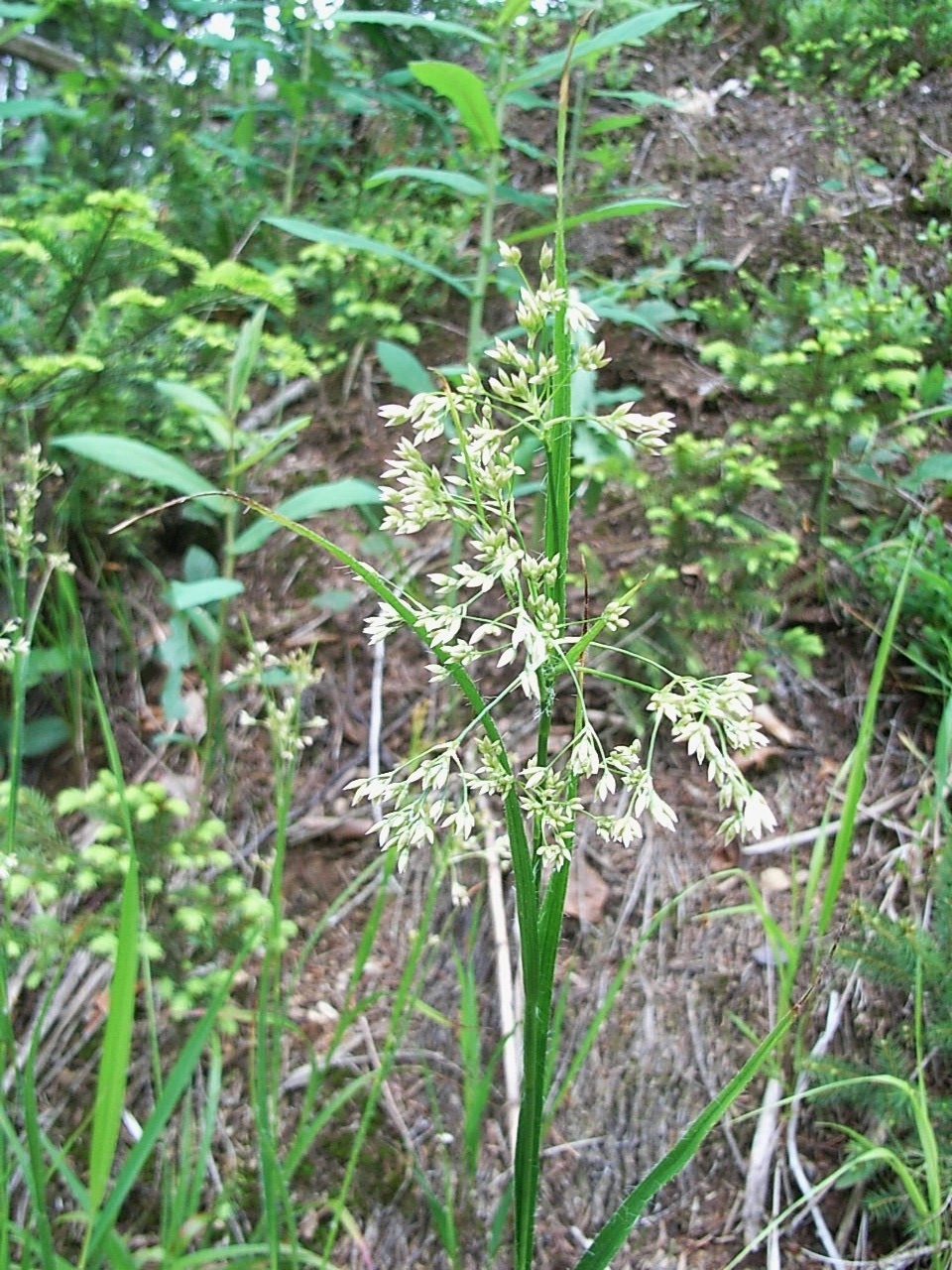
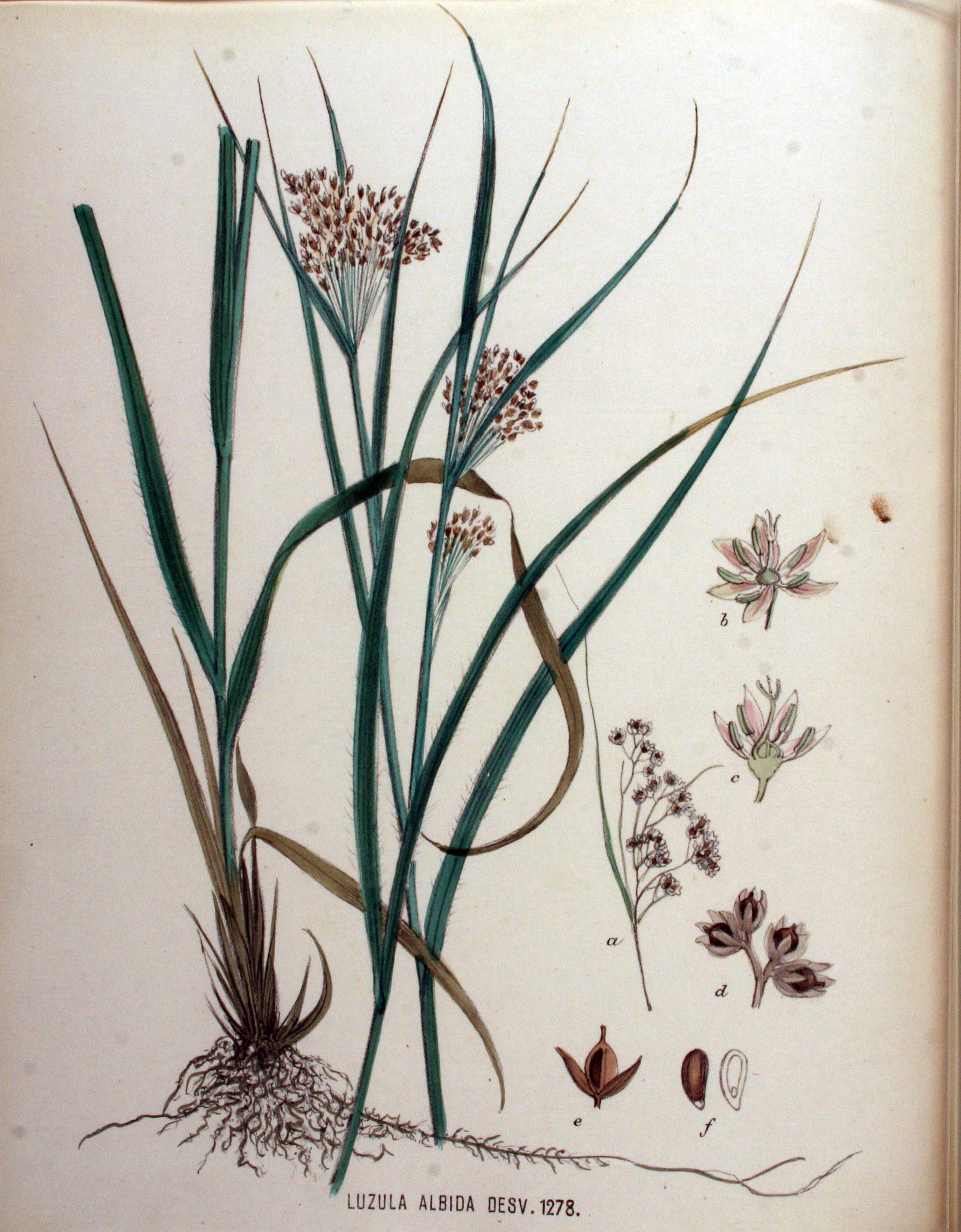
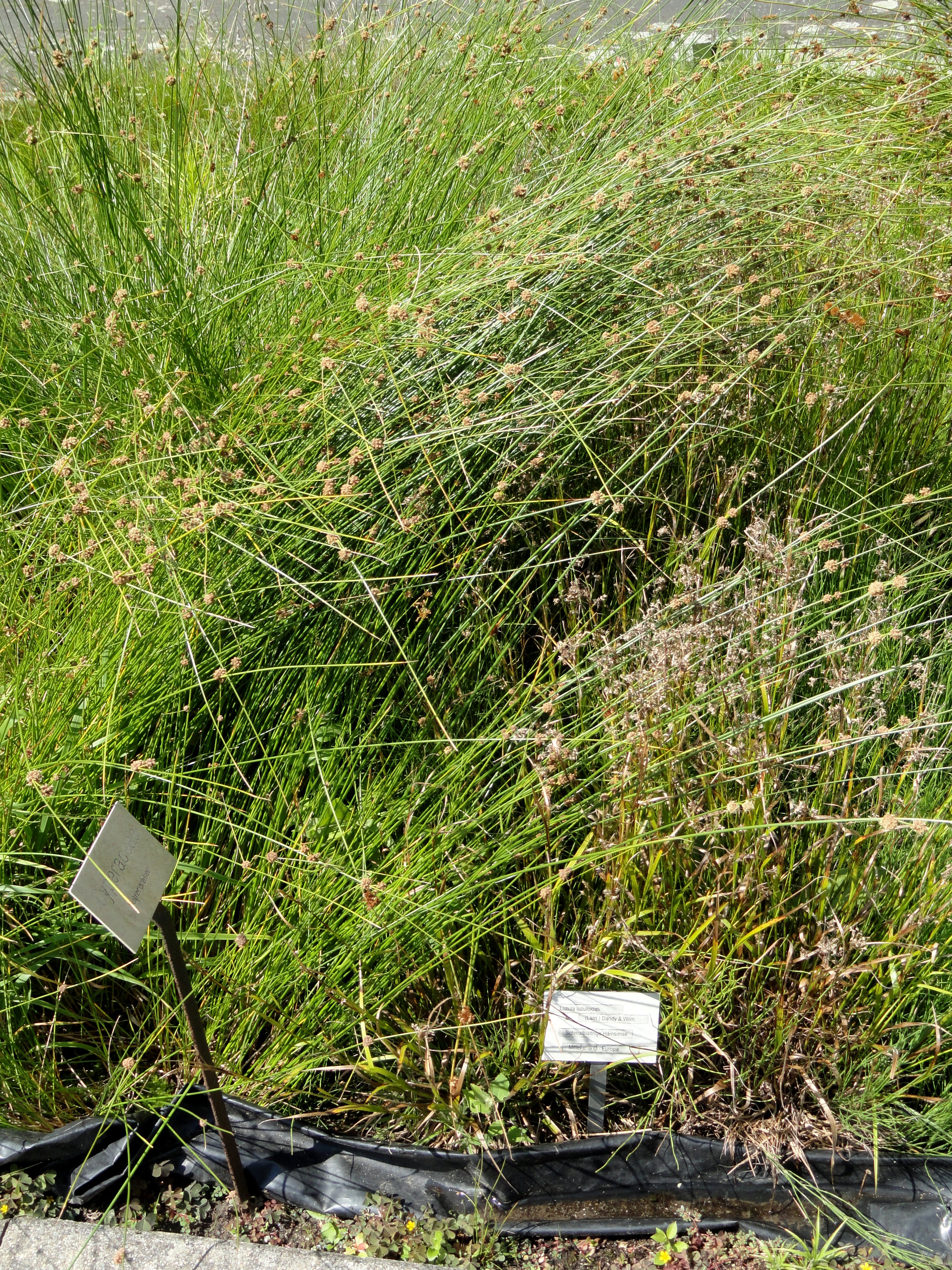